# 莫諾長脂鯉
莫諾長脂鯉為輻鰭魚綱脂鯉目琴脂鯉亞目複齒脂鯉科的其中一種，為熱帶淡水魚，分布於非洲奈及利亞南部及喀麥隆沿岸淡水流域，本魚吻長約頭部一半，體側邊與身體下半部銀白色，身體上半部、吻與頭部橄欖綠色，體中央有一條深色縱條紋，尾鰭上有3條深色斜條紋，體長可達20.8公分，棲息在開放性水域或岸邊植被生長水域，生活習性不明。

## 扩展阅读
維基物種上的相關：莫諾長脂鯉